# Codiopsis
Codiopsis is een geslacht van uitgestorven zee-egels uit de familie Arbaciidae.

## Soorten
- Codiopsis doma (Desmarest, 1825) †
- Codiopsis douvillei Vidal, 1921 †
- Codiopsis fontei Vidal, 1921 †
- Codiopsis pierrensis Smiser, 1935 †
- Codiopsis sellardsi Ikins, 1940 †
- Codiopsis senessei Lambert, 1934 †
- Codiopsis stephensoni Cooke, 1953 †